# Brazil
Brazil es una película británica de ciencia ficción de 1985 dirigida por Terry Gilliam y protagonizada por Jonathan Pryce, Kim Greist, Ian Holm, Bob Hoskins y Robert De Niro. La historia transcurre en un mundo distópico, inspirado mayormente en la novela 1984 de George Orwell, aunque se incorporan también amplios trazos de humor seco y satírico al tono del filme. El filme toma el título de la canción, leitmotif de la narración, que en inglés se conoce como Brazil, Aquarela do Brasil, escrita por el compositor Ary Barroso en 1939. Para mantener el tono exótico, el título no se tradujo o adaptó en la mayoría de los países (incluido Brasil).
La película se centra en Sam Lowry, un burócrata de bajo rango que intenta encontrar a una mujer que se le aparece en sueños mientras trabaja en un empleo sumamente aburrido y vive en un pequeño apartamento, ambientada en un mundo distópico en el que existe una excesiva dependencia de máquinas mal mantenidas (y más bien extravagantes). La sátira que la película hace de la tecnocracia, la burocracia, la hipervigilancia, el estatismo corporativo y el capitalismo de Estado recuerda a la novela de George Orwell 1984, y ha sido calificada de kafkiana y absurdista.
La película ganó 2 premios Bafta a los mejores efectos especiales visuales y al diseño de producción y además obtuvo dos nominaciones a los Óscar, uno para la mejor dirección artística y otro para el mejor guion original. Fue incluida en la lista de las 100 mejores películas de la historia de la revista Time y ocupa el puesto número 83 en la lista de las mejores películas de la historia de la publicación Empire. Es considerada una película de culto, y un clásico tanto del género como en la filmografía de Gilliam.
El director, Terry Gilliam, se refirió a esta película como la segunda en una «trilogía de la imaginación», formada además por Time Bandits (1981) y por Las aventuras del barón Munchausen (1988). Las tres mantienen como tema común la lucha por la imaginación y la libertad de pensamiento en un mundo que se opone a dichas ideas. Además, la temática es presentada a través de la óptica de cada uno de los protagonistas de los films mencionados, abarcando desde la mirada de un niño (Time Bandits) a la de un adulto (Brazil) y terminando con la de un hombre de edad avanzada (Las aventuras del barón Munchausen).
En Brazil, algunos críticos de cine creen que la intención fuera hacer un retrato satírico de la dictadura militar en Brasil, que estaba a punto de terminarse cuando la película fue lanzada.
La película pertenece a los subgéneros de la ciencia ficción cyberpunk y dieselpunk.

## Argumento
En un futuro distópico, contaminado, hiperconsumista, burocrático totalitario autoritario en algún lugar del siglo XX, Sam Lowry es un empleado gubernamental de bajo nivel que con frecuencia sueña con ser un guerrero alado que salva a una damisela en apuros. Un día, poco antes de Navidad, una mosca se atasca en un teleimpresor, que imprime mal una copia de una orden de arresto que estaba recibiendo. Esto conduce al arresto y la muerte durante el interrogatorio del zapatero Archibald Buttle en lugar del ingeniero de calefacción renegado y presunto terrorista Archibald "Harry" Tuttle.
Sam se percata del error cuando descubre que se había debitado la cuenta bancaria equivocada por el arresto. Visita a la viuda de Buttle para darle el reembolso donde ve a su vecina de arriba, Jill Layton, una camionera, y se sorprende al descubrir que Jill se parece a la mujer de sus sueños. Sam trata desesperadamente de acercarse a Jill, pero ella desaparece antes de que pueda encontrarla. Jill ha estado tratando de ayudar a la Sra. Buttle a establecer lo que le sucedió a su esposo, pero la burocracia ha obstruido sus esfuerzos. Sin que ella lo sepa, ahora se la considera cómplice terrorista de Tuttle por intentar denunciar el arresto injusto de Buttle.
Mientras tanto, Sam informa de una avería en el aire acondicionado de su apartamento. Los Servicios Centrales no cooperan, pero luego Tuttle, que solía trabajar para los Servicios Centrales pero se fue debido a que no le gustaba el papeleo tedioso y repetitivo, inesperadamente acude en su ayuda. Tuttle repara el aire acondicionado de Sam, pero cuando llegan dos trabajadores de Servicios Centrales, Spoor y Dowser, Sam tiene que detenerse para dejar escapar a Tuttle. Los trabajadores luego regresan para demoler los conductos de Sam y apoderarse de su apartamento con el pretexto de arreglar el sistema.
Sam descubre que los registros de Jill han sido clasificados y la única forma de acceder a ellos es ser promovido a Recuperación de información. Anteriormente había rechazado un ascenso organizado por su madre de alto rango, Ida, quien está obsesionada con la cirugía plástica rejuvenecedora del cirujano plástico Dr. Jaffe. Sam se retracta de su negativa hablando con el viceministro Sr. Helpmann en una fiesta organizada por Ida. Después de obtener los registros de Jill, Sam la rastrea antes de que pueda ser arrestada. Sam le confiesa torpemente su amor a Jill, y provocan el caos mientras escapan de los agentes del gobierno. Se detienen en un centro comercial y se asustan por un atentado terrorista (parte de una campaña que ha estado ocurriendo en la ciudad), luego llegan agentes del gobierno y se llevan a Sam. Se despierta brevemente detenido bajo custodia policial.
En el trabajo, Sam es castigado por su nuevo jefe, el Sr. Warrenn, por su falta de productividad. Sam regresa a casa y descubre que los dos trabajadores de Servicios Centrales han recuperado su apartamento. Tuttle luego aparece en secreto y ayuda a Sam a vengarse de Spoor y Dowser llenando sus trajes de materiales peligrosos con aguas residuales sin tratar. Jill encuentra a Sam fuera de su apartamento y los dos se refugian en la casa desocupada de Ida. Sam falsifica los registros del gobierno para indicar su muerte, lo que le permite escapar de la persecución. Los dos comparten una noche romántica juntos, pero por la mañana son detenidos por el gobierno a punta de pistola. A Sam le dicen que Jill fue asesinada mientras se resistía al arresto. Acusado de traición por abusar de su nueva posición, Sam es retenido en una silla en una habitación cilíndrica grande y vacía, para ser torturado por su viejo amigo, Jack Lint.
Cuando Jack está a punto de comenzar la tortura, Tuttle y otros miembros de la resistencia irrumpen en el Ministerio, le disparan a Jack, rescatan a Sam y hacen explotar el edificio del Ministerio. Sam y Tuttle huyen juntos, pero Tuttle desaparece en medio de una masa de papeles del edificio destruido. Sam se topa con el funeral de la amiga de Ida, que murió después de una cirugía estética fallida. Sam descubre que su madre ahora se parece a Jill y está demasiado ocupada siendo adulada por los jóvenes como para preocuparse por la difícil situación de su hijo. Los agentes del gobierno interrumpen el funeral y Sam cae en el ataúd abierto. A través de un vacío negro, aterriza en una calle de sus sueños e intenta escapar de la policía y los monstruos escalando una pila de conductos flexibles. Al abrir una puerta, la atraviesa y se sorprende al encontrarse en un camión conducido por Jill. Los dos abandonan la ciudad juntos. Sin embargo, este "final feliz" es una ilusión: se revela que Sam todavía está atado a la silla de tortura. Al darse cuenta de que Sam ha caído en una locura irrecuperable, Jack y el Sr. Helpmann lo declaran una causa perdida y abandonan la habitación. Sam permanece en la silla, sonriendo y tarareando "Aquarela do Brasil" para sí mismo.

## Reparto
| Actor             | Personaje                |
| ----------------- | ------------------------ |
| Jonathan Pryce    | Sam Lowry                |
| Kim Greist        | Jill Layton              |
| Robert De Niro    | Archibald "Harry" Tuttle |
| Katherine Helmond | Sra. Ida Lowry           |
| Ian Holm          | Sr. Kurtzmann            |
| Bob Hoskins       | Spoor                    |
| Michael Palin     | Jack Lint                |
| Ian Richardson    | Sr. Warrenn              |
| Peter Vaughan     | Sr. Eugene Helpmann      |

### Reparto de soporte
| Actor                          | Personaje             |
| ------------------------------ | --------------------- |
| Jim Broadbent                  | Dr. Louis Jaffe       |
| Brian Miller                   | Sr. Archibald Buttle  |
| Sheila Reid                    | Sra. Veronica Buttle  |
| Simon Nash                     | Muchacho Buttle       |
| Barbara Hicks                  | Sra. Terrain          |
| Kathryn Pogson                 | Shirley Terrain       |
| Bryan Pringle                  | Spiro                 |
| Derrick O'Connor               | Dowser                |
| Elizabeth Spender              | Alison "Barbara" Lint |
| Derek Deadman and Nigel Planer | Bill and Charlie      |
| Charles McKeown                | Lime                  |
| Ray Cooper                     | Técnico               |
| Gorden Kaye                    | Portero de M.O.I.     |
| John Pierce Jones              | Guardia de sótano     |
| Ann Way                        | Vieja dama con perro  |
| Myrtle Devenish                | Secretaria de Jack    |
| Simon Jones                    | Oficial de arresto    |
| Bill Wallis                    | Bespectacled lurker   |
| Don Henderson                  | Black Maria guard     |
| Howard Lew Lewis               | Black Maria guard     |
| Oscar Quitak                   | Oficial de entrevista |
| Harold Innocent                | Oficial de entrevista |
| John Grillo                    | Oficial de entrevista |
| Patrick Connor                 | Guardia               |
| Roger Ashton-Griffiths         | Sacerdote             |
| Jack Purvis                    | Dr. Chapman           |
| André Gregory                  | Luke                  |
| Sue Hodge                      | Intérprete            |

## Temas e influencias
El director Terry Gilliam se refirió a esta película como la segunda de una trilogía formada por Time Bandits (1981) y Las aventuras del Barón Munchausen (1988). Las tres mantienen como tema común la lucha por la imaginación y la libertad de pensamiento en un mundo que se opone a dichas ideas.
Esta película contiene numerosos temas complejos y sutiles e ideas que dificultan un seguimiento lineal de la trama, pero que contribuyen a crear un filme rico que puede ser visto en varias ocasiones. La película posee una importante riqueza visual presentando una visión inusual del futuro y con imágenes oníricas que admiten diferentes interpretaciones.
La película también contiene numerosas referencias a la serie de televisión británica de los años sesenta The Prisoner ("El prisionero") y a las novelas 1984 de George Orwell y El proceso, de Kafka.
La distopía en la que se desarrolla la acción está situada "en algún lugar del siglo XX" ("Somewhere in the 20th Century") y la imaginería visual mezcla elementos de muchas décadas de dicho siglo, lo que contribuye a crear una atmósfera irreal. Por ejemplo, los ordenadores están construidos a partir de una máquina de escribir, un pequeño tubo de rayos catódicos y una lente de Fresnel.
Todos los nombres de los lugares son irónicamente idílicos. Así, el protagonista vive en unos enormes bloques grises (pertenecientes en realidad a una ciudad francesa) llamados "bloque Flor de Azahar, avenida Verdes Pastos", mientras que Buttle vive en las torres "Shangri-la".
La omnipresente burocracia consume el 26% del PIB, según se asegura en el noticiario que se puede ver al principio de la película. Y según se aclara, La manera más eficaz de alejar a un fontanero estatal es solicitarle un documento impreso 27B/6.
La película está salpicada de detalles en segundo y tercer plano. Un ejemplo: cuando a Sam Lowry le comentan en una fiesta que determinada chica las tiene "más grandes y de punta", le aclaran posteriormente que la observación se refiere a sus orejas. Poco después, en otra escena, podemos ver como la chica, en segundo plano, se deja examinar las orejas por otro personaje. Otro ejemplo se da cuando el protagonista va a visitar a la familia del señor Buttle, y se puede ver un cartel con una oferta de vacaciones que reza: "Lujo sin miedo. Diversión sin sospechas. Relájese en un ambiente libre de pánico" (Luxury without Fear. Fun without suspiction. Relax in a Panic-Free Environment).
El "regalo para ejecutivos" que aparece varias veces a lo largo de la película no existe en los comercios y fue creado especialmente para la película.
La escena del tiroteo en el vestíbulo del Ministerio de "Obtención de Información" es un homenaje a El Acorazado Potemkin.
Coincidentemente, Lowry, apellido del protagonista, es también el apellido de la escritora Lois Lowry, quien fue autora de la novela El dador ocho años más tarde (1993), que muestra un distópico mundo futuro extremadamente burocratizado y rígido.

## Legado
En el momento de su estreno, la película tuvo una recepción mediocre en la taquilla. Sin embargo permanece como una película de culto, sobre todo entre los fanes de Gilliam. La edición en VHS de la película es una versión más corta de 131 minutos con un final feliz. La edición en DVD es la misma que la película original.